# 틴틴파이브
틴틴파이브는 지난날 SM 엔터테인먼트 소속의 대한민국 가수 그룹이었다. 표인봉, 이웅호, 홍록기, 이동우, 김경식의 다섯 명으로 구성되어 있다.
1993년 1집 앨범 《틴틴파이브》로 데뷔했으며 1995년에 2집, 2000년에 3집, 2005년에 4집을 발매했다.
2010년 1월 13일에는 EP 형식의 5집 앨범을 발매하였다. 망막색소변성증으로 시력을 잃은 멤버 이동우와 함께 우정의 의미를 담아 발표하였다.